# جام زرین (سرده)
جام زرین (نام علمی: Sternbergia) نام یک سرده از گیاهان گلدار است. گیاهانی هستند دارای پیاز با برگ‌های قاعده‌ای خطی که گل‌های منفرد آن‌ها بر روی یک ساقه گل کوتاه بعضی مواقع زیرزمینی یا کم و بیش بلند قرار گرفته و با یک پوشش محافظ لوله‌ای سبز مایل به سفید حفاظت می‌شوند. گلپوش آن‌ها افراشته، زردرنگ، زنگوله‌ای و مرکب از قطعاتی است که به صورت یک لولهٔ بلند در قاعده به همدیگر متصل شده‌اند. میوهٔ آن کپسول با دانه‌های زیاد است. جنس کوچکی است با ۸ گونه که به‌طور عمده در نواحی مدیترانه شرقی پراکنده بوده و در ایران ۳ گونه از آن یافت می‌شود. گونه‌های آن ممکن است با گل‌های حسرت یا زعفران‌ها اشتباه گردند ولی باید به این نکته توجه داشت که هیچ‌یک از گونه‌های گل حسرت ایران دارای گل زرد نبوده و زعفران‌ها نیز به دلیل دارا بودن ۳ پرچم و علاوه بر آن غدهٔ کوچک گرد (نه پیاز) و برگ‌های خیلی باریک‌تر قابل تشخیص هستند.

## گونه‌های ایرانی
- جام زرین کورش (نام علمی: Sternbergia clusiana)
- جام زرین پائیزه (نام علمی: Sternbergia lutea)
- جام زرین گلستان (نام علمی: sternbergia fischeriana)